# Kobalt(II)-oxid
A kobalt(II)-oxid egy szervetlen vegyület, a kobalt oxidja. A képlete CoO. Olajzöld színű, kristályos vegyület. Vízben oldhatatlan, de savak oldják. A természetben ásványként nem található meg. Pigmentként használják üvegek és zománcok készítésekor.

## Kémiai tulajdonságai
Ha levegőn hevítik, kobalt(II)-kobalt(III)-oxiddá (trikobalt-tetroxiddá) alakul, barna, majd fekete színű lesz. Ha még magasabb hőmérsékletre hevítik, elemeire bomlik. A hidrogén magasabb hőmérsékleten kobalt felszabadulása mellett redukálja. Magas hőmérsékleten kloriddá, illetve szulfiddá alakul klór, illetve kén hatására. Ha szén jelenlétében hevítik, szintén kobalttá redukálódik. A szén-monoxid már alacsonyabb hőmérsékleten (155 °C) is redukálja.

## Előállítása
A kobalt(II)-oxid kobalt(II)-hidroxidból, kobalt(II)-nitrátból vagy kobalt(II)-karbonátból állítják elő, ezeket levegőtől elzárt térben izzítják.

## Felhasználása
A kobalt(II)-oxidot főként pigmentként használják üvegek, zománcok és festékek készítéséhez. A kobaltkék, egy fontos festék, a kobalt(II)-oxid és az alumínium-oxid vegyülete. (CoO · Al2O3). Az analitikai kémiában a kálium kimutatására használható.